# Cixius flavescens
Cixius flavescens är en insektsart som beskrevs av Matsumura 1914. Cixius flavescens ingår i släktet Cixius och familjen kilstritar. Inga underarter finns listade i Catalogue of Life.